# Colostygia turbata
Colostygia turbata is een nachtvlinder uit de familie van de spanners (Geometridae).
De spanwijdte van deze vlinder is 24 tot 27 millimeter. De basiskleur van de voorvleugel is grijs met een wittige dwarsband. De achtervleugel is wit met een grijze buitenrand.
De soort gebruikt moeraswalstro (Galium palustre) als waardplant. De rups is te vinden van juli tot juni en overwintert. De vliegtijd is van halverwege juni tot in juli.
De soort komt voor in groot deel van de gebergtes van Europa tot in de Altaj voor, daarnaast in Kamtsjatka en Canada. De soort is niet uit de Benelux bekend. De vlinder heeft een voorkeur voor natte gebieden met stromend water met wilgen nabij berkenbos.
Colostygia turbata is de typesoort van het geslacht Colostygia.